# Bettenhausen (Kassel)

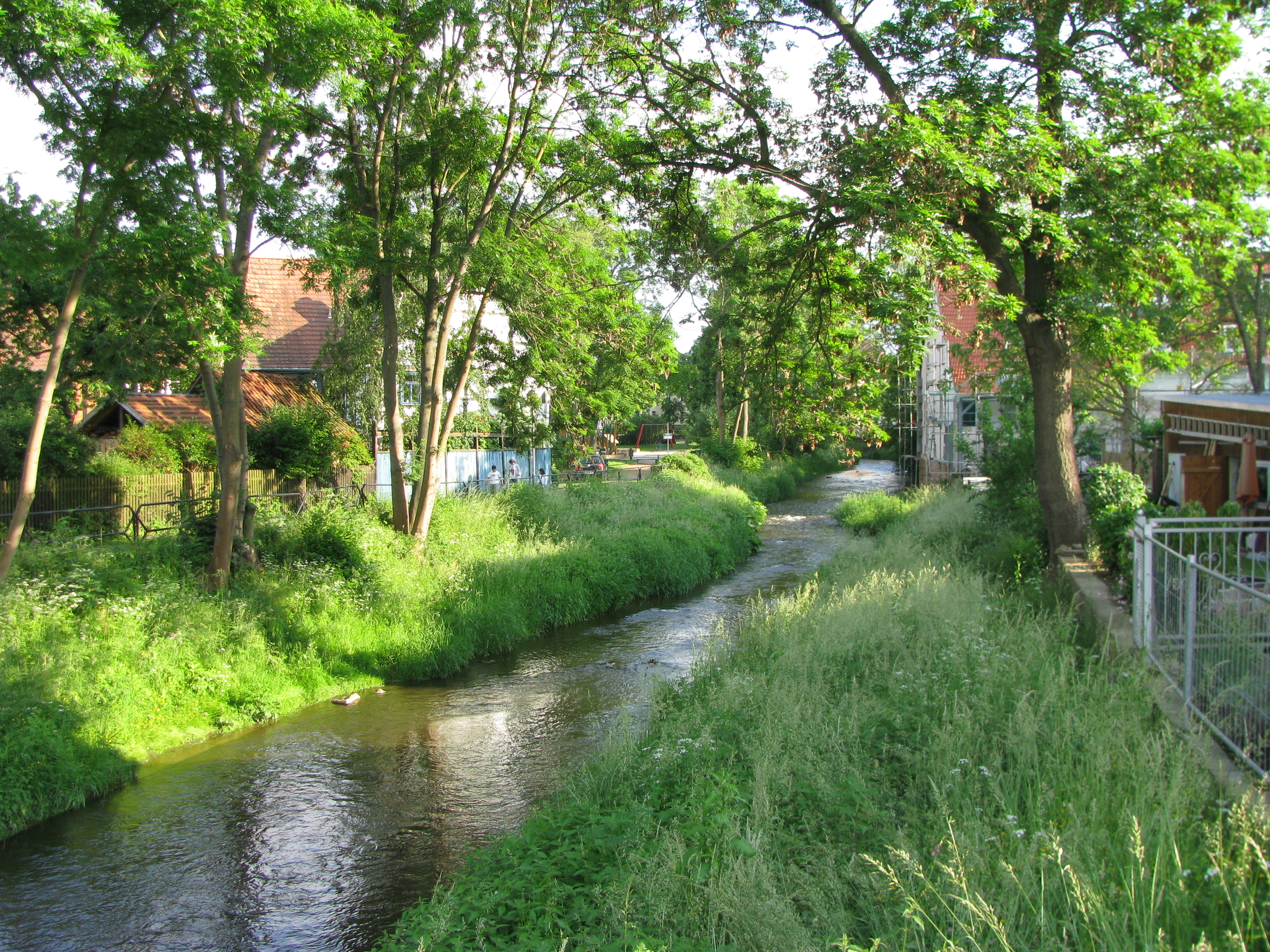
Die Losse in Bettenhausen oberhalb der Miramstraße

Bettenhausen ist ein östlicher Stadtteil der hessischen Großstadt Kassel.

## Geographie

### Lage
Bettenhausen liegt östlich des zentrumsnahen Stadtteils Unterneustadt, nordnordöstlich des Stadtteils Waldau und nördlich des Stadtteils Forstfeld. Nordnordöstlich grenzt Sandershausen an, und die Bundesautobahn 7 bildet im Osten die Grenze zu Heiligenrode; beides sind Ortsteile der Gemeinde Niestetal. Der äußere Südosten des Stadtteils stößt bei der Anschlussstelle Kassel-Ost der A 7 an Papierfabrik, dem westlichsten Gemeindeteil von Kaufungen.
Der Stadtteil liegt auf etwa 136 (Stadtteil-Nordgrenze an der Losse) bis 190 m (Gipfellage im Waldgebiet Eichwald). Die Ortsmitte am Dorfplatz nahe der Marienkirche befindet sich auf etwa 141 m und der 380 m südsüdöstlich an der Bundesstraße 7 (Leipziger Straße) gelegene Leipziger Platz auf 142,9 m Höhe.
Größtes Fließgewässer in Bettenhausen ist die Losse, die im Norden ein Stück der Grenze zur Unterneustadt bildet. Im Südwesten läuft der Wahlebach auf der Grenze zu Waldau und im Westen abschnittsweise auf jener zur Unterneustadt. Durch den Nordosten bis Norden des Stadtteils fließt der Haargraben (Umbachsgraben, Haare). Alle drei münden in die Fulda. Diesen das Kasseler Zentrum östlich passierenden rechten Weser-Quellfluss speist auch die knapp außerhalb von Bettenhausen fließende Nieste, an deren Tal der Stadtteil nördlich der Anschlussstelle Kassel-Nord der A 7 stößt.

### Salzmannshausen und Eichwald
Im an Sandershausen grenzenden Nordteil von Bettenhausen liegt Salzmannshausen. Es ist eine ehemalige Wohnsiedlung für die Arbeiter der Textilfabrik Salzmann, die um 1902 angelegt wurde. Ihre Anlage folgt den Vorstellungen des Werkswohnungsbaus, ist aber gekennzeichnet durch Grünanlagen in den gemeinsamen Grundstücksinnenbereichen, die als Gemeinschaftsflächen samt Obstbaumbestand der Erholung und Bewirtschaftung dienten. Das Ensemble wurde durch Neubauten in den Jahren 2008/09 um eine Doppelhausanlage inkomplettiert.
Der an Heiligenrode grenzende Nordostteil von Bettenhausen ist das Wohngebiet Eichwald. Südlich davon liegt das als Freizeit- und Erholungsgebiet genutzte Waldgebiet Eichwald.

## Politik

### Ortsbeiratswahl
Die Wahlbeteiligung bei der Ortsbeiratswahl 2021 lag bei 34,1 %.
| Ortsbeiratswahl Bettenhausen 2021Wahlbeteiligung: 34,1 % 403020100 33,2 %29,0 %23,9 %10,1 % SPDGrüneCDUFWGewinne und Verlusteim Vergleich zu 2016 %p 16 14 12 10 8 6 4 2 0 −2 −4 −6 −8−10−9,0 %p+15,5 %p−1,7 %p−4,2 %pSPDGrüneCDUFW |

### Wahlen im Stadtteil
| Jahr | Wahl                        | Wbt.  | CDU  | AfD  | SPD  | Linke | Grüne | BSW | FDP  | FW   | WGB  | Sonst. |
| ---- | --------------------------- | ----- | ---- | ---- | ---- | ----- | ----- | --- | ---- | ---- | ---- | ------ |
| 2025 | Bundestagswahl              | 74,1  | 21,9 | 21,5 | 20,5 | 13,2  | 9,1   | 7,1 | 2,9  | 0,8  | —    | 3,0    |
| 2024 | Europawahl                  | 50,5  | 25,2 | 16,6 | 18,3 | 4,8   | 10,6  | 6,6 | 3,1  | 1,3  | —    | 13,5   |
| 2023 | Landtagswahl                | 52,0  | 28,4 | 23,6 | 17,7 | 6,0   | 12,1  | —   | 3,8  | 3,7  | —    | 4,7    |
| 2021 | Bundestagswahl              | 63,3  | 18,2 | 11,0 | 32,4 | 5,5   | 12,9  | —   | 11,1 | 1,5  | —    | 7,4    |
| 2021 | Ortsbeirat                  | 34,1  | 23,9 | —    | 33,2 | —     | 29,0  | —   | 3,9  | 10,1 | —    | —      |
| 2021 | Stadtverordnetenversammlung | 33,8  | 22,3 | 8,5  | 30,3 | 6,8   | 19,1  | —   | 5,6  | 4,3  | —    | 3,31   |
| 2016 | Ortsbeirat                  | 32,7  | 25,6 | —    | 42,2 | —     | 13,5  | —   | 4,4  | 14,3 | —    | —      |
| 2016 | Stadtverordnetenversammlung | 32,8  | 23,4 | 17,2 | 32,0 | 6,4   | 11,1  | —   | 4,7  | 3,7  | —    | 1,52   |
| 2011 | Ortsbeirat                  | 32,4  | 22,8 | —    | 41,2 | —     | 17,2  | —   | —    | 18,7 | —    | —      |
| 2011 | Stadtverordnetenversammlung | 32,0  | 23,5 | —    | 44,4 | 5,3   | 14,8  | —   | 1,6  | 6,9  | —    | 3,73   |
| 2006 | Ortsbeirat                  | 30,3  | 22,6 | —    | 38,7 | —     | 5,6   | —   | —    | —    | 32,0 | —      |
| 2001 | Ortsbeirat                  | k. A. | 27,5 | —    | 44,0 | —     | —     | —   | —    | —    | 7,5  | 19,2   |

Fußnoten
1 2021: zusätzlich: Bienen: 2,2 %; PARTEI: 1,1 %

2 2016: zusätzlich: Piraten: 1,5 %

3 2011: zusätzlich: Piraten: 3,1 %; AUF-Kassel: 0,6 %

## Geschichte

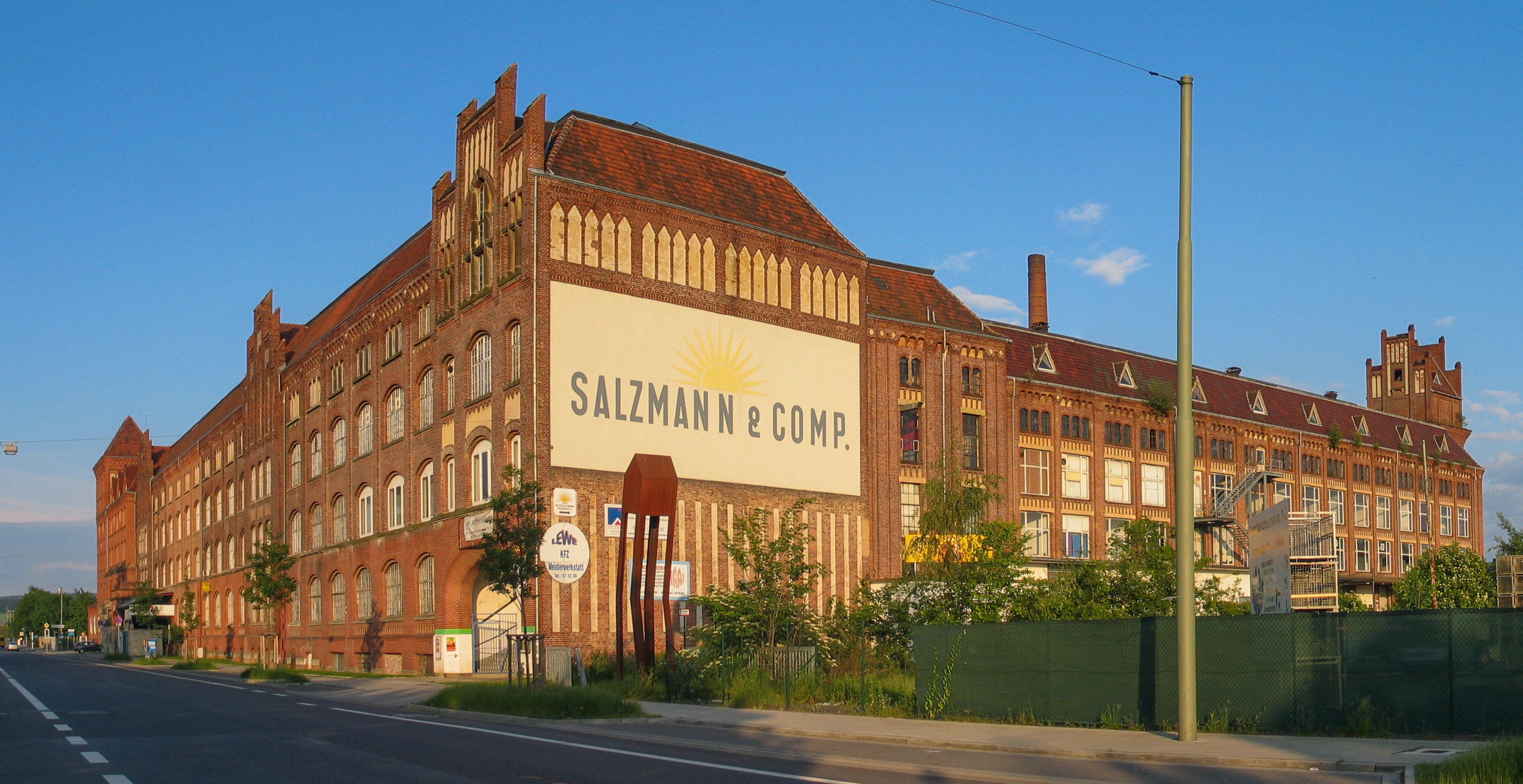
Textilfabrik Salzmann

Bethnehusun wurde 1145 erstmals urkundlich erwähnt. 1906 wurde Bettenhausen in die Stadt Kassel eingemeindet. Die Ortschaft ist die historische Keimzelle der Industrialisierung Kassels. Die Losse, an der sich zahlreiche Betriebe ansiedelten, eignete sich für die Nutzung von Wasserkraft, wie es heute noch an der Lage des Industriegebietes Miramstraße erkennbar ist.
Die Nähe zum umliegenden Kaufunger Wald veranlasste Landgraf Karl zum Bau des Messinghofes, der 1679 errichtet wurde. Es ist das älteste, noch existierende Industriegebäude in Nordhessen und mit dem unweit entfernt gelegenen Kupferhammer als Geburtsort der Statue des Kasseler Herkules ein einzigartiges Industriedenkmal. Sein Areal wird von einem Verein unterhalten.
Von 1880 bis 1985 hatte Bettenhausen einen Bahnhof an der 1879 bis 1880 angelegten Bahnstrecke Kassel–Waldkappel (Waldkappeler Bahn) mit westlichem Anschluss an den Bahnhof Kassel-Wilhelmshöhe und über diesen Verbindung zum Kasseler Hauptbahnhof sowie östlichem Anschluss an die Bahnstrecke Leinefelde–Eschwege–Treysa. Die von 1912 bis 1966 betriebene Söhrebahn sorgte für die weitere industrielle Entwicklung des Stadtteils. Der Personenbahnhof Bettenhausen, der sich südwestlich des Kunigundishofs an der Leipziger Straße befand, wurde in den 1990er Jahren abgerissen.
Um 1900 entstand an der Sandershäuser Straße der ausgedehnte Komplex Textilfabrik Salzmann; Mitbegründer war Heinrich Salzmann. Bemerkenswert bis zu ihrem Abriss im Jahr 2012 waren die 22 jeweils 90 m langen Hallen mit Sheddach. Die Architektur der Backsteingebäude weist Stilelemente von Historismus und Jugendstil auf. Für die Arbeiter schuf man nördlich der Fabrik die Wohnsiedlung Salzmannshausen. 1972 ging das Unternehmen in Konkurs. Seither sucht man nach einer wirtschaftlich sinnvollen und dem Denkmalschutz genügenden Nutzung des Geländes.
Am 22. Juni 1911 wurde die 25. Deutsche landwirtschaftliche Wanderausstellung auf dem Forst bei Bettenhausen eröffnet. In sechs Tagen kamen fast 200.000 Besucher.
Im Ersten Weltkrieg (1914–1918) wurde am Südrand von Bettenhausen ab 1915 eine Munitionsfabrik errichtet, die im Frühjahr 1917 vollständig in Betrieb war. Bis zu 15.000 Menschen arbeiteten dort.
Ein weiteres Unternehmen war die 1919 in der Königinhofstraße gegründete Nähmaschinen- und Fahrradfabrik Sigurd. Der Betrieb existierte bis in die 1970er Jahre.
In den 1960er Jahren gab es im Gebiet der heutigen Heinrich-Steul-Siedlung die Krell'sche Molkerei, eine Molkerei für die regionale Verwertung von Milch aus den umliegenden Kreisen.
Weitere wichtige Betriebe waren das städtische Gaswerk und die Spinnfaser AG, die 1935 in die Vereinigte Glanzstoff-Fabriken AG eingegliedert wurde, ein Betrieb der bis 1984 mit knapp 850 Arbeitern vornehmlich Kunstseide produzierte. Die Hagen Batterie AG betrieb von 1946 bis in die 90er Jahre hinein eine lange Zeit bedeutende Produktionsstätte für Batterien.

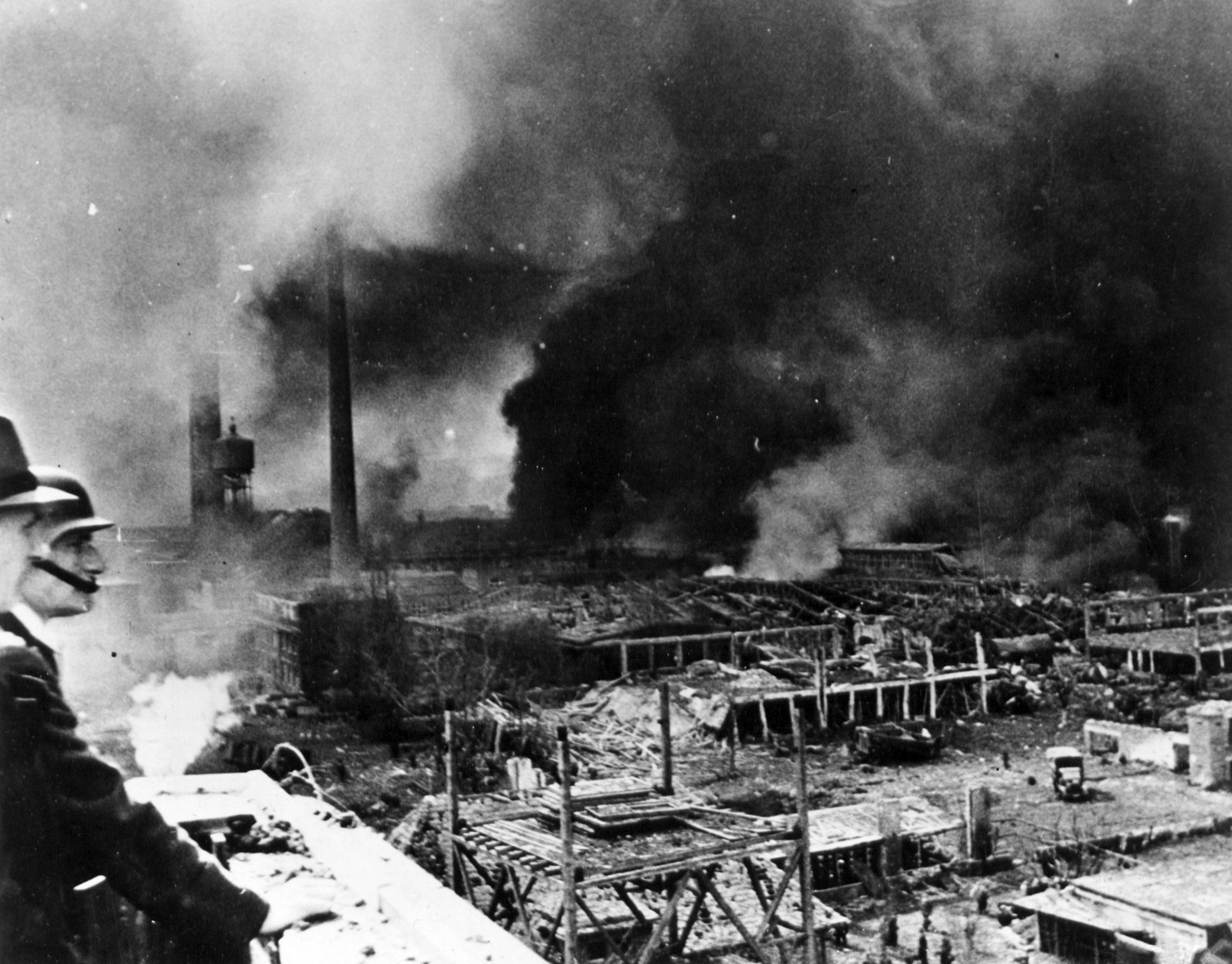
Brände der Fieseler-Flugzeugwerke nach Bombardierung im Zweiten Weltkrieg

Im Zweiten Weltkrieg (1939–1945) wurden Großteile des industriell geprägten Bettenhausen durch zahlreiche Bombardierungen der Alliierten zerstört oder stark beschädigt. Der erste Angriff der United States Army Air Forces auf Kassel vom 28. Juli 1943 galt den Fieseler-Flugzeugwerken, einem Betrieb der Rüstungsindustrie, der bereits 1933 von Ihringshausen in die Lilienthalstraße in Bettenhausen und nach Waldau verlegt wurde; im Werk wurden unter anderem das Flugzeug Fieseler Storch und der Marschflugkörper V1 entwickelt und hergestellt. Die Hauptmasse der Bomben fiel jedoch auf die benachbarte Spinnfaser AG und Wohngebiete in Bettenhausen. Am 3. Oktober 1943 flog die Royal Air Force Kassel mit fast 500 Flugzeugen an. Die Bomben fielen unter anderem auf Bettenhausen.
In Bettenhausen existierte im Zweiten Weltkrieg das Motorenbau Werk Kassel (MWK), ein Zweigwerk der Junkers Flugzeug- und Motorenwerke AG Dessau. Als das Werk im Jahr 1945 von amerikanischen Truppen besetzt wurde, arbeiteten dort über 5000 Menschen. Ab 1948 wurde das Gelände von der AEG übernommen. Von 1950 bis 2002 wurden dort Hausgeräte hergestellt, zuletzt von Electrolux. Das Werk musste aufgrund der Preisverfalls in dem Segment und der folgenden Unwirtschaftlichkeit eines Standorts in Deutschland schließen. Das Gelände wird heute als Unternehmenspark Kassel (UPK) vornehmlich durch die Volkswagen AG als Logistikstandort genutzt.
Trotz der zahlreichen Betriebsschließungen und des infolge eintretenden Strukturwandels vom Industrie- zum Gewerbe- und Wohnstadtteil gab es in jüngerer Zeit auch Beispiele erfolgreicher Neuansiedlungen von Industriebetrieben, so etwa das am Nordostrand des Stadtteils befindliche Werk des Niestetaler Solartechnik-Herstellers SMA oder die Produktionsstätten der Firma Hübner.

## Wirtschaft und Verkehr

### Wirtschaft
Entlang dem A 7-Zubringer L 3237 (Dresdener Straße) sind seit etwa dem Jahr 2000 zahlreiche Felder und Wiesengelände für Wohn- und Gewerbegebiete bebaut worden. Es befinden sich dort zum Beispiel einige Unternehmen der Regelungstechnik unter anderem für den Eisenbahnbau und der Autozulieferbranche. Das Volkswagenwerk Kassel betreibt neben seinen Hauptfertigungs- und Lagerstätten in Baunatal Aggregateaufbereitung in ehemaligen AEG-Produktionsstätten (vormals Junkers Flugzeug- und Motorenwerke) an der Lilienthalstraße. Außerdem gibt es in Bettenhausen mehrere Fabrikgebäude und Lagerhallen des 1981 gegründeten Niestetaler Unternehmens SMA Solar Technology (SMA). Des Weiteren sind nahe der Dresdener Straße die Großdiskothek A7 im ehemaligen Gebäude des Herstellers Hagen Batterie und zum Beispiel Baumärkte vorhanden.
Westlich der Siedlung Salzmannshausen wurde 1911 das am Unterlauf der Losse gelegene Lossewerk als Braunkohlekraftwerk zur Stromerzeugung in Betrieb genommen. Es wurde 1966 zu einer Müllverbrennungsanlage umgerüstet und nahm 1968 seinen Betrieb als Müllheizkraftwerk Kassel (MHKW) auf. Das Kraftwerk dient zur Erzeugung von Strom und Fernwärme. In dessen Nähe besteht an der die Dresdener Straße unterquerenden Königinhofstraße der eine von zwei Recyclinghöfen der Stadtreiniger (städtische Müllabfuhr und Straßenreinigung).

### Verkehr

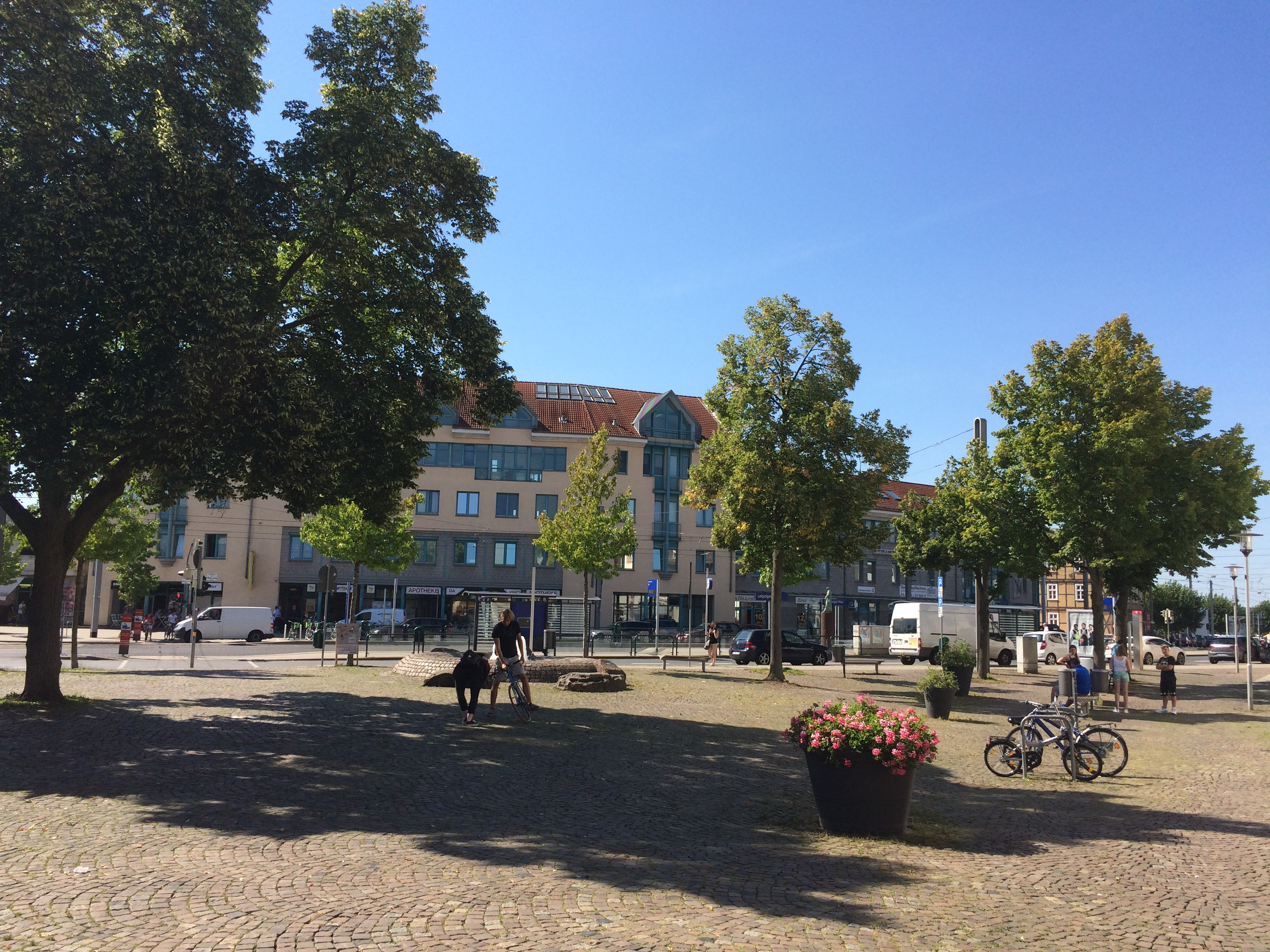
Leipziger Platz in Bettenhausen an der B 7 (Leipziger Straße)

Bettenhausen wird weitgehend durch die Bundesstraße 7 (Leipziger Straße) bestimmt, die etwa mittig im Stadtteil den Leipziger Platz kreuzt und im Südosten nahe dem Kaufunger Gemeindeteil Papierfabrik die Bundesautobahn 7 an der Anschlussstelle Kassel-Ost unterquert. Sie ist eine wichtige Ost-West-Verbindung und führt in der Region von Kassel durch Bettenhausen, dann unter anderem durch Kaufungen und vorbei an Eschwege nach Eisenach. Weiter nördlich verläuft von der Anschlussstelle Kassel-Nord (A 7) die Landesstraße 3237 (Dresdener Straße) durch den Stadtteil. Beide Hauptverkehrsstraßen (B 7 und L 3237) treffen im Nachbarstadtteil Unterneustadt am Platz der Deutschen Einheit aufeinander. Über diesen führt auch die Bundesstraße 83, die durch die Unterneustadt und abschnittsweise an die Stadtteilgrenze stoßend zur Anschlussstelle Kassel-Waldau der Bundesstraße 49 verläuft.
Seit 2001 führen die Straßenbahnlinien 8 und 4 der Kasseler Verkehrs-Gesellschaft (KVG) aus Richtung Kassel-Mitte auf der B 7 durch Bettenhausen. Die Linie 8 verkehrt nur bis Kaufungen-Papierfabrik. Die Linie 4 fährt von dort weiter durch das Lossetal bis nach Hessisch Lichtenau – auf der Trasse der etwa parallel zur B 7 auch durch Bettenhausen laufenden und abschnittsweise stillgelegten Bahnstrecke Kassel–Waldkappel (Waldkappeler Bahn); an der Endstelle kann in Busse nach Eschwege umgestiegen werden. Außerdem bedienen die Busse der KVG-Linien 10, 15, 29, 30, 31, 32 und 52 den Stadtteil.

## Sehenswürdigkeiten und Kulturelles

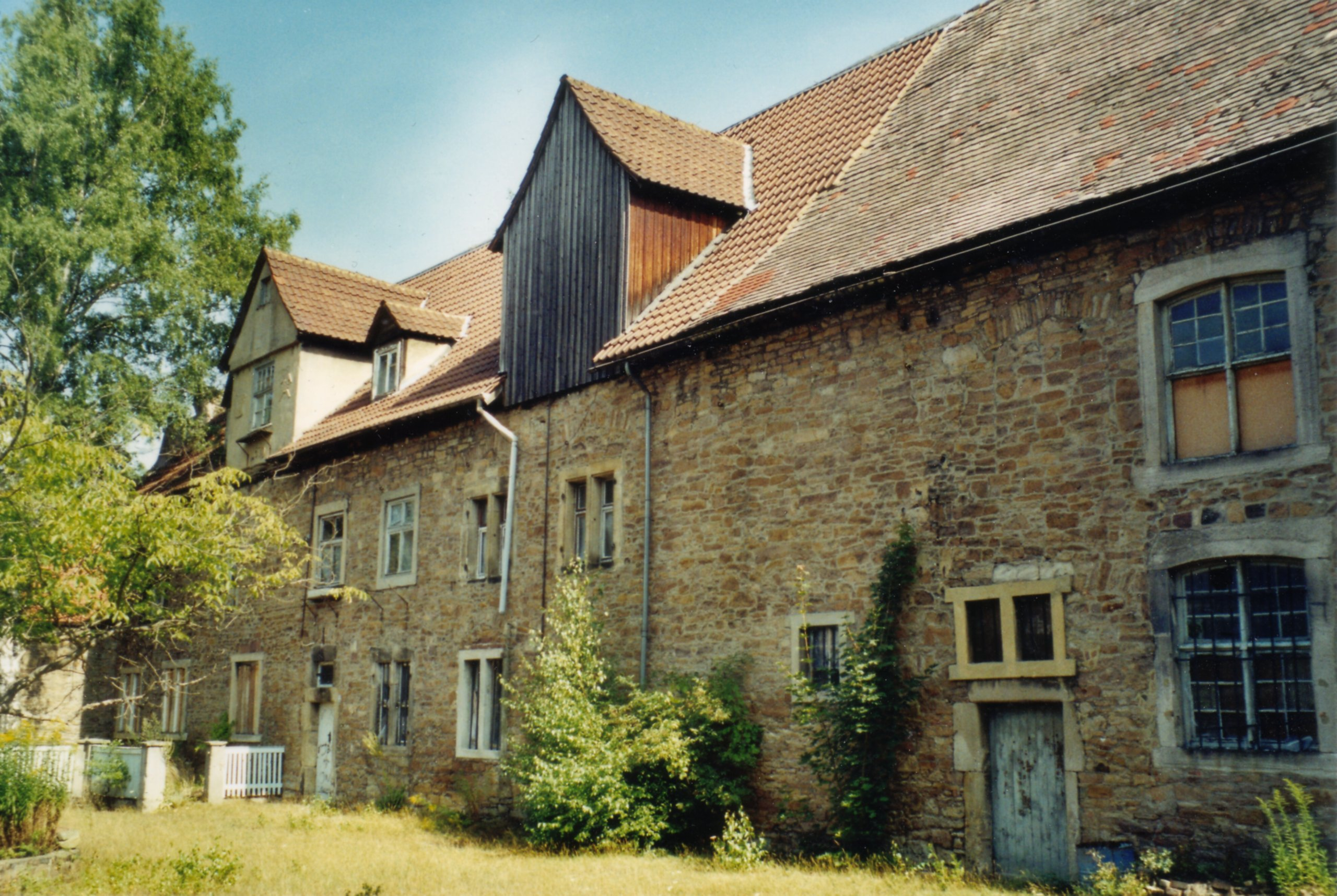
Messinghof (2003)

- Messinghof:
1679 erbautes Messingwerk; Geburtsort der Statue des Kasseler Herkules, Industrie- und Kulturdenkmal
- Jüdischer Friedhof Kassel:
1630 angelegt; etwa 20.000 m² groß; rund 3000 Grabstellen
- St. Kunigundis:
 1925–1927 errichtete Kirche, katholische Pfarrgemeinde
- Hallenbad Ost:
1930 bis 2009 betrieben; wegen Bauhaus-Fassade denkmalgeschützt; Umbau zum Bürogebäude ab 2017

## Freizeit und Erholung
- Waldgebiet Eichwald:
Der Eichwald ist ein etwa 28 Hektar großes und maximal etwa 190 m[1] hohes Waldgebiet im Ostsüdosten von Bettenhausen. Er ist aus einer Fasanerie entstanden. Dort stehen über 250 Jahre alte Eichen mit einzelnen Buchen, Hainbuchen, Kirschen, Eschen, Ahorn, Linden, Kiefern und Lärchen. Grundgestein ist Basalt mit Schluff über lehmigem Schluff. Der Wald dient vornehmlich der Erholung mit Freizeit- und Sportaktivitäten. Eine Holznutzung erfolgt nur eingeschränkt, da der Waldbestand einen hohen Naturschutzwert hat. Als seltene Käferart kommt dort der Eremit vor, der in alten, toten Eichen lebt. Am Nordwestende des Waldes liegt der Jüdische Friedhof Kassel und jenseits des am Geländerand verlaufenden Fasanenwegs der Friedhof Bettenhausen. Auf den Hochlagen des Waldes befindet sich ein Sportplatz des VfB Viktoria Bettenhausen e. V., dessen Vereinsheim mit weiteren Sportanlagen am Westfuß im Lossetal liegen.
- Kulturfabrik Salzmann:
Der eingetragene, gemeinnützige Verein Kulturfabrik Salzmann nutzte seit 1987 verbliebene Teile der Textilfabrik Salzmann als Kulturzentrum. Seit 2012 wird das Zentrum im Panoptikum, einem ehemaligen Kupferhammer-Hof an der Leipziger Straße, betrieben.
- Rad- und Wanderwege (Auswahl):
– Radwege: Entdecker-Runde Kassel, Herkules-Wartburg-Radweg, Lossetalradweg und Radroute KS 5 (auch im Lossetal),
– Fußwege: Herkulesweg, Franzosenstraße, Märchenlandweg und Wildbahn

## Persönlichkeiten
- Friedrich von Schäffer-Bernstein (1790–1861), großherzoglich hessischer General und Kriegsminister
- Karl Lambrecht (1813–1874), Gastwirt und Mitglied der Kurhessischen Ständeversammlung
- Johannes Ludwig Credé (1827–1904), Generalsuperintendent
- Otto Sander (1941–2013), deutscher Schauspieler
- Ulrich Holbein (* 1953), deutscher Schriftsteller